# Балканські гори

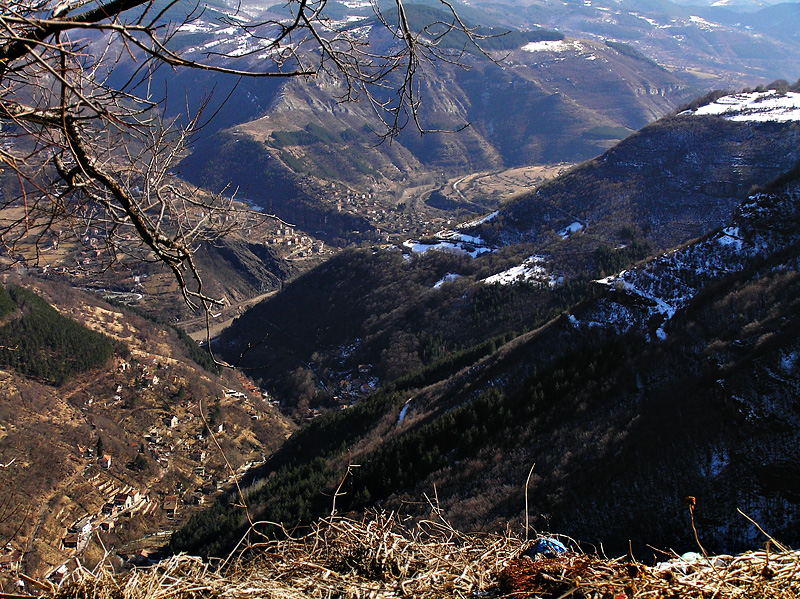
Іскар

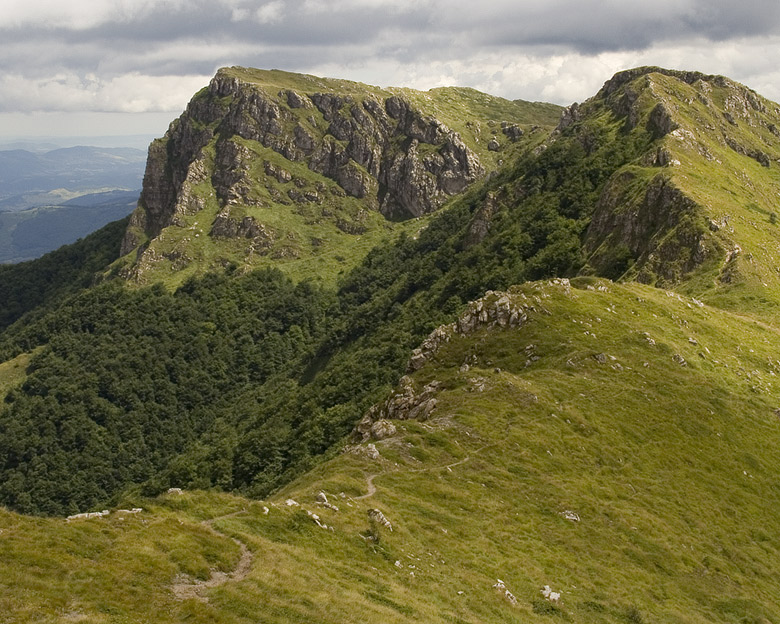
Коз'я стіна

Балка́нські гори́ (дав.-гр. Αἶμος, трансліт. Aĩmos, лат. Haemus), або Стара Планина (болг. Стара Планина) — гори на Балканському півострові, головним чином у Болгарії, яку перетинають із заходу на схід. Західні відроги у Північній Македонії і Сербії. Балканські гори є продовженням Карпат, відокремлені Дунаєм.
Довжина становить 555 км, висота гір сягає 2376 м (вершина Ботев). Складені переважно кристалічними сланцями й гранітами палеозою і докембрія, а також мезозойськими вапняками, пісковиками, конгломератами. Поширений карст. Через Стару-Планину протікає річка Іскир. Вкриті лісами (бук, дуб), гірськими луками. На північних схилах Балканських гір розташований природний парк Болгарка. Він займає територію центрального і східного розділу гір. Поширені мінеральні джерела.

## Основні перевали
- Петроханський перевал,
- Чурекський перевал,
- Шипкинський перевал,
- Республіки перевал,
- Іскирський перевал,
- Перевал Витиня,
- Перевал Беклемето,
- Вратницький перевал,
- Котельський перевал,
- Вирбицький перевал,
- Ришський перевал,
- Ущелина Люда Камчия
- Айтоський перевал
- Дюлинський перевал
- Обзорський перевал
- Траянський перевал

### Піки
- Ботев — 2376 м
- Вежен — 2198 м
- Міджор — 2169 м
- Ком — 2016 м
- Тодорині Куклі — 1785 м
- Мургаш — 1687 м
- Шипка — 1523 м
- Бузлуджа — 1441 м
- Балгарка — 1181 м
- Лєвскі
- Ветрен — 1330 м

## Печери
- Рабішська печера
- Сиєва-Дупка
- Лєдєніка

## Корисні копалини
Родовища мідних, свинцево-цинкових та залізних руд, кам'яного і бурого вугілля.
Важливий кліматорозділ між північною і південною Болгарією; у гребневій частині випадає 800—1100 мм опадів на рік, і гори протягом декількох місяців покриті снігом.

## Рослинний світ
Північні, вологіші схили до висоти 1700—1800 м покриті лісами з дуба, буку, граба, а також хвойних порід. Вершини зайняті лугами (полонинами). У східній частині гір — густі листяні ліси з вічнозеленим підліском і ліанами.

## Історія
Біля піка Ботев є Шипкинський перевал, місце дії Шипкинської битви в ході Російсько-Турецької війни 1877—1878 років, яка закінчила панування Туреччини на Балканах.